# Rhinopithecus strykeri
Il rinopiteco di Stryker (Rhinopithecus strykeri Geissmann et al., 2010) è una specie di scimmia della sottofamiglia dei Colobini ad elevato rischio di estinzione, originaria del Myanmar settentrionale. È nota nei dialetti dei locali come mey nwoah (scimmia con il naso all'insù). Presumibilmente la pioggia che cade la fa starnutire a causa dell'acqua che penetra all'interno del suo naso rivolto verso l'alto. Gli abitanti della zona sostengono che quando piove questa scimmia rimane seduta con la testa rivolta verso il basso, con la faccia stretta tra le ginocchia.

## Scoperta
Questa specie è divenuta nota agli occidentali grazie ad un gruppo di scienziati coinvolti nel «Programma di Conservazione per i Primati del Myanmar» che agli inizi del 2010 stavano valutando le condizioni della popolazione di gibboni hulok presente nell'area. La spedizione, guidata dal primatologo svizzero Thomas Geissman e da Ngwe Lwin dell'Associazione per la Biodiversità e la Conservazione della Natura del Myanmar, era sponsorizzata da Fauna & Flora International (FFI) e dalla Fondazione per le Risorse Umane e la Conservazione. La specie ha ricevuto il nome scientifico di Rhinopithecus strykeri in onore del filantropo Jon Stryker, presidente e fondatore della Arcus Foundation, un altro sponsor della spedizione.
I campioni che vennero esaminati con più attenzione erano il cranio (mandibola compresa) e la pelle di un maschio adulto che era stato abbattuto da cacciatori di Pade, in seguito trasportati presso l'Istituto e Museo di Antropologia dell'Università di Zurigo. Oltre a questi campioni gli studiosi sono entrati in possesso anche dei crani appartenenti ad animali uccisi quasi tre anni prima, un maschio e una femmina, e di una sacca confezionata con la pelle di un esemplare giovane catturato nel gennaio 2010, tutti trovati nel villaggio di Htantan.
La squadra incontrò inoltre sette esemplari viventi, compreso un piccolo, ma questi si allontanarono dal campo visivo prima che potessero essere fotografati o studiati nel dettaglio.

## Descrizione
Il mantello di questa scimmia è quasi completamente nero. Sulla sommità del capo è presente un'alta e sottile cresta di lunghi peli neri rivolti in avanti. Ha lunghi ciuffi bianchi sulle orecchie, la faccia quasi completamente glabra e ricoperta di pelle color rosa chiaro, dei «baffi» di peli biancastri sopra il labbro superiore ed una caratteristica barba bianca sul mento. La regione perineale è bianca e nettamente definita e gli arti sono quasi completamente neri; il lato interno degli arti, sia anteriori che posteriori, è marrone nerastro.
Le labbra di Rhinopithecus strykeri sono prominenti e il naso è rivolto all'insù; quest'ultimo, quando piove, permette all'acqua di entrare e fa presumibilmente starnutire l'animale. La coda è lunga circa 1,4 volte il corpo: il primo esemplare esaminato, un maschio adulto, era lungo 55,5 cm e aveva una coda di 78 cm.

## Distribuzione e habitat
Gli unici esemplari conosciuti vivono in tre o quattro gruppi presenti all'interno di un'area di 270 km² nell'Himalaya orientale, nella parte nord-orientale del Kachin, lo Stato più settentrionale del Myanmar, ad un'altitudine compresa tra 1700 e 3200 metri. La specie, la prima del genere Rhinopithecus ad essere stata scoperta nel Myanmar, è isolata dalle altre specie di rinopiteco dai fiumi Mekong e Salween; le altre quattro specie, il rinopiteco dorato, il rinopiteco bruno, il rinopiteco dal mantello bianco e il rinopiteco del Tonchino, vivono tutte in Cina e Vietnam.
Il numero totale degli esemplari noti di R. strykeri viene valutato tra i 260 e i 330 esemplari.
Nella stessa area in cui vive il rinopiteco di Stryker si incontrano altre specie di Primati, tra cui il presbite di Shortridge, il macaco orsino, il macaco dell'Assam, il macaco reso e il macaco nemestrino settentrionale.
La specie trascorre i mesi estivi nelle foreste temperate miste nelle zone più elevate del suo areale, ma in inverno scende ad altitudini inferiori per sfuggire alla neve.

## Conservazione
La deforestazione, l'isolamento e la caccia da parte dei locali sono considerate potenziali minacce alla sopravvivenza di questa specie. Gli esemplari noti sono solo 260-330 ed è stato ipotizzato che questo animale debba essere inserito dalla IUCN tra le specie in pericolo critico.